# Ivar Hvidtfeldt
|  | For den dansk-norske søhelt, se Ivar Huitfeldt |
Ivar Hvidtfeldt er en dansk stumfilm fra 1908 produceret af Nordisk Films Kompagni. Filmens instruktør er ukendt.
I filmen medvirker Lauritz Olsen.

## Handling
Denne artikel mangler et handlingsreferat. Hjælp os med at skrive det.